# Sándwich de desayuno

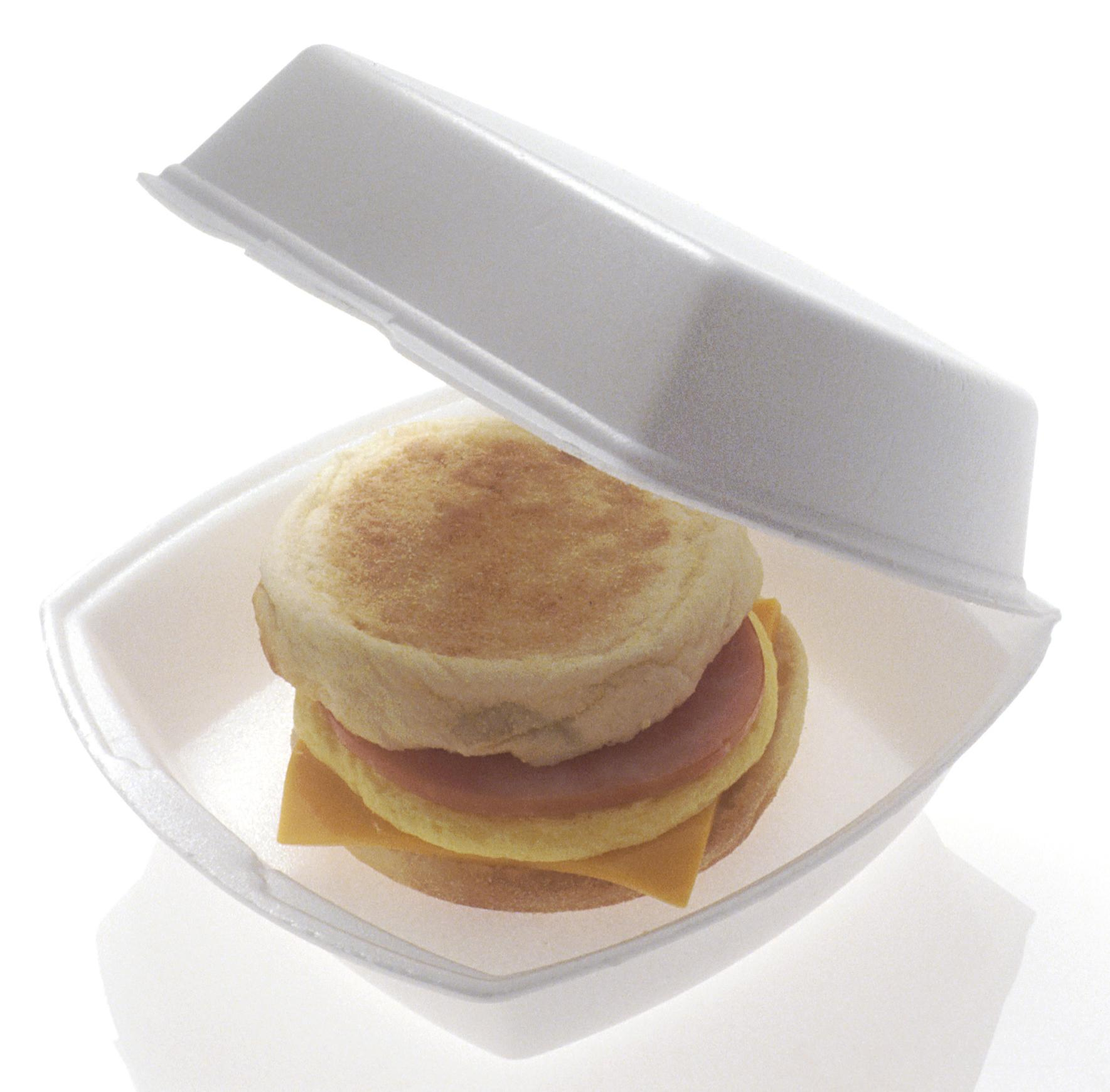
Típico sándwich de huevo servido durante los desayunos.

El Sándwich de desayuno (denominado Breakfast sandwich) es un tipo de sándwich servido en los locales de comida rápida, restaurantes y delis estadounidenses. Es servido como un elemento de un desayuno. Suele ser un tipo especial de sándwich que posee como ingredientes el huevo (generalmente en forma de revuelto) y queso. A menudo puede también incluir jamón york.

## Características
En muchos casos los panes empleados en su elaboración suelen ser: biscuits, bagels y muffin inglés. Todos ellos suelen poseer tamaños muy similares a las hamburguesas. A veces suele tener una forma de tosta. En Estados Unidos son servidos en establecimientos de Drive-through y tiendas de conveniencia.  

## Variantes
Este tipo de sándwich posee en otras culturas culinarias una existencia, por ejemplo en el desayuno andaluz con el uso del mollete. 